# Індуїзм у Сінгапурі

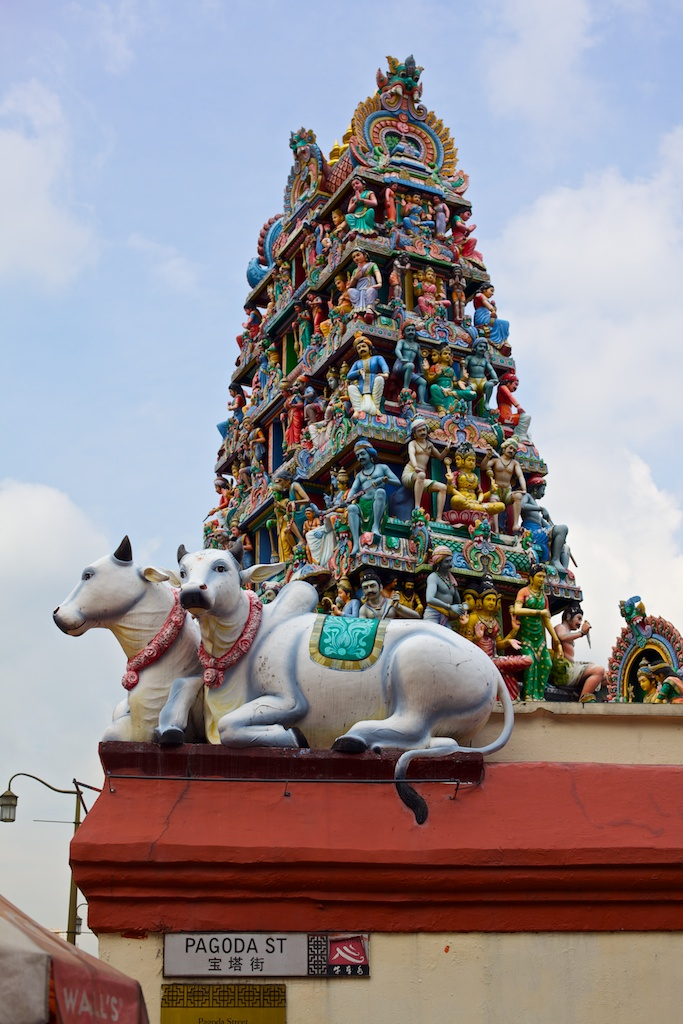
Храм Шрі Маріамман

За даними перепису 2020 року, у Сінгапурі було 172 963 індусів, що складає 5,0% населення Сінгапуру. Майже всі індуїсти в Сінгапурі є етнічними індусами.

## Історія
Індуїзм в Сінгапурі можна простежити у VII столітті нашої ери, коли Темасек був торговим пунктом індуїстсько-буддійської імперії Шрівіджая. Тисячоліття потому хвиля іммігрантів з південної Індії були доставлені до Сінгапуру, в основному, як найманих працівників з боку Британської Ост - Індської компанії і колоніальної Британської імперії.
На початку XIX століття відбулася хвиля індуїстських іммігрантів до Сінгапуру з південної Індії, переважно тамілів, залучених до роботи кулінарними працівниками та працівниками британської Ост-Індійської компанії у Сінгапурі.